# Halowe Mistrzostwa NCAA w Lekkoatletyce 2011
Halowe Mistrzostwa I Dywizji NCAA w Lekkoatletyce – zawody lekkoatletyczne, które odbyły się 11 i 12 marca 2011 w hali Gilliam Indoor Track Stadium w College Station.
Podczas zawodów uzyskano 4 najlepsze rezultaty w halowym sezonie 2011 na świecie (w tym 20,39 Rakieema Salaama w biegu eliminacyjnym na 200 metrów).
Ustanowiono także 5 krajowych rekordów w kategorii seniorów (oprócz 4 ustanowionych przez medalistów – Natalija Piliušina ustanowiła wynikiem 4:40,97 halowy rekord Litwy w biegu na milę).

## Rezultaty
| NR - rekord kraju \| WL - najlepszy tegoroczny wynik na listach światowych |
| SB – najlepszy wynik w sezonie halowym \| PB – rekord życiowy              |

### Mężczyźni
| Konkurencja:              | 1. miejsce                                                                   | Rezultat     | 2. miejsce                                                            | Rezultat        | 3. miejsce                                                               | Rezultat     |
| bieg na 60 m              | Jeffery Demps                                                                | 6,53 PB      | Mike Granger                                                          | 6,55 PB         | Maurice Mitchell                                                         | 6,64         |
| bieg na 200 m             | Rakieem Salaam                                                               | 20,41        | Maurice Mitchell                                                      | 20,41 PB        | Brandon Byram                                                            | 20,64        |
| bieg na 400 m             | Demetrius Pinder                                                             | 45,33 NR PB  | Torrin Lawrence                                                       | 45,96           | Brady Gehret                                                             | 46,22 PB     |
| bieg na 800 m             | Fred Samoei                                                                  | 1:48,33      | Michael Rutt                                                          | 1:48,37         | Michael Preble                                                           | 1:48,89      |
| Bieg na milę              | Miles Batty                                                                  | 3:59,49      | Chris O’Hare                                                          | 3:59,62         | Ryan Foster                                                              | 4:00,17      |
| Bieg na 3000 m            | Elliott Heath                                                                | 8:03,71      | Ben Blankenship                                                       | 8:04,65         | Andrew Bayer                                                             | 8:04,70      |
| Bieg na 5000 m            | Leonard Korir                                                                | 13:26,01 PB  | Samuel Chelanga                                                       | 13:27,34 SB     | Stephen Sambu                                                            | 13:28,48 PB  |
| Bieg na 60 m przez płotki | Andrew Riley                                                                 | 7,58 PB      | Barrett Nugent                                                        | 7,61 SB         | Devon Hill                                                               | 7,67 PB      |
| Skok wzwyż                | Derek Drouin                                                                 | 2,33 =NR PB  | Ricky Robertson                                                       | 2,23            | Eric Kynard                                                              | 2,20         |
| Skok o tyczce             | Scott Roth                                                                   | 5,50         | Ben Peterson                                                          | 5,50 PB         | Jack Whitt                                                               | 5,45         |
| Skok w dal                | Ngonidzashe Makusha                                                          | 8,14         | Will Claye                                                            | 8,04 PB         | Marquise Goodwin                                                         | 8,00         |
| Trójskok                  | Will Claye                                                                   | 17,32 PB     | Christian Taylor                                                      | 16,99           | Julian Reid                                                              | 16,71 PB     |
| Pchnięcie kulą            | Leif Arrhenius                                                               | 19,92 PB     | Mason Finley                                                          | 19,75           | Eric Werskey                                                             | 19,64 PB     |
| Rzut ciężarkiem           | Walter Henning                                                               | 22,16        | Alexander Ziegler                                                     | 21,27           | Adonson Shallow                                                          | 21,19        |
| Siedmiobój                | Miller Moss                                                                  | 5986 pkt. PB | Lars Vikan Rise                                                       | 5902 pkt. NR PB | Romain Martin                                                            | 5897 pkt. PB |
| sztafeta 4 x 400 m        | Texas A&M University Tran Howell Demetrius Pinder Bryan Miller Tabarie Henry | 3:04,24 WL   | Baylor University Whitney Prevost Zwede Hewitt Drew Seale Marcus Boyd | 3:05,42         | University of Arkansas Ben Skidmore Marek Niit Chris Bilbrew Neal Braddy | 3:06,79      |

### Kobiety
| Konkurencja:              | 1. miejsce                                                                           | Rezultat     | 2. miejsce                                                                            | Rezultat     | 3. miejsce                                                                               | Rezultat    |
| bieg na 60 m              | Kya Brookins                                                                         | 7,09 WL PB   | Jessica Young                                                                         | 7,17         | Kenyanna Wilson                                                                          | 7,18 PB     |
| bieg na 200 m             | Kimberlyn Duncan                                                                     | 22,85        | Jeneba Tarmoh                                                                         | 22,88        | Tiffany Townsend                                                                         | 22,90 PB    |
| bieg na 400 m             | Jessica Beard                                                                        | 50,79 WL PB  | Regina George                                                                         | 52,30 PB     | Shelise Williams                                                                         | 52,44       |
| bieg na 800 m             | Lacey Bleazard                                                                       | 2:04,09 SB   | Jillian Smith                                                                         | 2:04,78 PB   | Sofie Persson                                                                            | 2:04,89     |
| Bieg na milę              | Jordan Hasay                                                                         | 4:33,31 PB   | Kate Van Buskirk                                                                      | 4:33,71 PB   | Zoe Buckman                                                                              | 4:33,76 PB  |
| Bieg na 3000 m            | Jordan Hasay                                                                         | 9:13,71      | Sheila Reid                                                                           | 9:13,86      | Lucy Van Dalen                                                                           | 9:14,12     |
| Bieg na 5000 m            | Jackie Areson                                                                        | 16:04,16     | Mia Behm                                                                              | 16:08,56     | Betsy Saina                                                                              | 16:09,12    |
| Bieg na 60 m przez płotki | Brianna Rollins                                                                      | 7,96 PB      | Tiffani McReynolds                                                                    | 8,03 PB      | Jackie Coward                                                                            | 8,06        |
| Skok wzwyż                | Brigetta Barrett                                                                     | 1,90         | Shanay Briscoe                                                                        | 1,87 PB      | Brittani Carter                                                                          | 1,84        |
| Skok o tyczce             | Tina Šutej                                                                           | 4,45         | Ekateríni Stefanídi                                                                   | 4,40         | Natalie Willer                                                                           | 4,35        |
| Skok w dal                | Tori Bowie                                                                           | 6,52 PB      | Kimberly Williams                                                                     | 6,40         | Jamesha Youngblood                                                                       | 6,39        |
| Trójskok                  | Kimberly Williams                                                                    | 13,96        | April Sinkler                                                                         | 13,46 PB     | Chantel Malone                                                                           | 13,45 NR PB |
| Pchnięcie kulą            | Julie Labonté                                                                        | 17,53        | Tia Brooks                                                                            | 17,40        | Brittany Smith                                                                           | 17,19 PB    |
| Rzut ciężarkiem           | Felisha Johnson                                                                      | 22,69 PB     | Jeneva McCall                                                                         | 22,46        | D'Ana McCarty                                                                            | 22,28       |
| Pięciobój                 | Brianne Theisen                                                                      | 4540 pkt. PB | Chantae McMillan Kiani Profit                                                         | 4396 pkt. PB |                                                                                          |             |
| sztafeta 4 x 400 m        | Texas A&M University Jeneba Tarmoh Blessing Mayungbe Andrea Sutherland Jessica Beard | 3:29,72      | University of Arkansas Whitney Jones Shelise Williams Gwendolyn Flowers Regina George | 3:30,08      | Louisiana State University Rebecca Alexander Cassandra Tate Latoya McDermott Jonique Day | 3:30,37     |